# Chalybes
Les Chalybes, en grec Χάλυβες, Χάλυβοι, en géorgien : ხალიბები (Khalibebi) sont un peuple de l'Antiquité auquel on attribue généralement l'invention de l'acier. En latin, le mot chalybus signifiait « acier » selon Virgile ou « objet en acier » selon Sénèque.
Au Livre IV de son Anabase, Xénophon les dit belliqueux et forgerons du fer qu’ils extraient de mines de la chaîne pontique. Ils travaillent aussi pour leurs voisins les Mossynèques, vivant plus à l'ouest sur les rives méridionales du Pont-Euxin. Selon Xénophon leur pays pontique abondait en mines de fer et Apollonios de Rhodes précise qu'ils en vendaient. Leur territoire dont le cœur se trouvait entre Pharnakeia (en grec ancien Φαρνακεια) et Trébizonde, allait du fleuve Halys aux confins de l'Arménie. 
Le peu de chose que l'on sait sur ce peuple nous est parvenu à travers les récits d'Homère et de Strabon qui les considéraient comme un peuple « étranger » :

« J'ai idée que ce sont ces Chalybes {voisins de Pharnakeia} qu'Homère a entendu désigner sous le nom d'Halizones dans le passage du Catalogue des vaisseaux qui suit immédiatement la mention des Paphlagoniens  : « À leur tour Odios et Epistrophos avaient amené les Halizones du pays où naît l'argent, du lointain pays d'Alybé », soit que ce dernier nom ait été, par une simple erreur de copiste, substitué à la leçon primitive du lointain pays de Chalybé, soit que le peuple en question, avant de prendre ce nom de Chalybes, ait réellement porté celui d'Alybes. Le nom de Chalybes aujourd'hui a bien pu se changer en celui de Chaldaei, pourquoi le nom d'Alybes anciennement ne se serait-il pas aussi transformé en celui de Chalybes ? N'est-il pas avéré que les noms sont sujets à mainte altération, surtout chez les peuples barbares ? (...) Le Scepsien avait, du reste, soupçonné de son côté la possibilité de ce changement du nom d'Alybes en Chalybes ; seulement, n'ayant pu concilier cette supposition avec la suite du passage en question dans Homère, ni surtout avec ce nom d'Halizones que le poète y donne aux Chalybes, il a cru devoir la rejeter. Voyons donc à comparer son explication avec la nôtre ; après quoi, nous examinerons aussi les conjectures proposées par les autres grammairiens,. »

Les kartvélologues modernes considèrent les Chalybes, comme leurs voisins Machelons, Macrons, Mosynèques ou Tibarènes (en), comme des peuples caucasiens de langues kartvèles dont les Tchanes, ethnie géorgienne de l'actuelle Turquie, seraient les descendants.